# Нецеч-Влосцянська
Нецеч-Влосцянська (пол. Nieciecz Włościańska) — село в Польщі, у гміні Сабне Соколовського повіту Мазовецького воєводства.
Населення — 328 осіб (2011).
У 1975-1998 роках село належало до Седлецького воєводства.

## Демографія
Демографічна структура станом на 31 березня 2011 року:
|          | Загалом | Допрацездатний вік | Працездатний вік | Постпрацездатний вік |
| -------- | ------- | ------------------ | ---------------- | -------------------- |
| Чоловіки | 165     | 36                 | 104              | 25                   |
| Жінки    | 163     | 38                 | 87               | 38                   |
| Разом    | 328     | 74                 | 191              | 63                   |